# あおばずく
あおばずくは、2021年2月22日に就役した海上保安庁初の測量専用航空機。第二管区海上保安本部仙台航空基地に配備されている。
ビーチクラフト キングエア（モデル350）をベースとしており、全長約14.2メートル、全幅約17.7メートル、重量4.5トン。
レーザー機器を搭載し、測量船が測量し得ない浅海域を調査できる。領海の基線となる低潮線の拡大や、低潮高地の発見を目指している。
機体予算は約10億円、機器予算は約8億円。海洋調査の強化は2016年の海上保安体制の強化に関する方針に盛り込まれていた。

## その他
- 2022年10月15日、石川県の能登空港滑走路を走行中に、同じ滑走路から民間のヘリコプターが離陸するトラブルが発生[2][3]。国土交通省はこれを重大インシデントと認定した[2][3]。